# Nkam
Pour les articles homonymes, voir Nkam (homonymie).
Le Nkam est un département du Cameroun, un des quatre de la région du Littoral. Son chef-lieu est Yabassi.

## Présentation
La région du Littoral compte 4 départements : le Wouri avec pour chef-lieu Douala, Le Moungo avec pour chef-lieu Nkongsamba, la Sanaga-Maritime avec comme chef-lieu Édéa et enfin le Nkam avec pour chef-lieu Yabassi.
Le Nkam est le second plus grand département du littoral avec 6 380 km² pour 41 143 habitants, soit une densité de 6 hab./km². Toutefois il est le plus enclavé. Il est situé dans la forêt équatoriale humide qui forme un manteau épais et difficile à franchir. Il y pleut abondamment.
Les langues parlés et les différentes communautés  sont:
- Le Yabassi [Nyamtan (cantons Nyamtan et yingui-centre), Badjob (cantons badjob-Ndokpenda et yabassi-centre), NdokPenda, Mbèlè, Ndokama (de Ndokbakeng à Ndokama), Ndokbélé et le ndokpoo].
- Le Banen
- Le Banya
- Le Dibom
- Le Bodiman
- Le Ewodi
- Le Mbang
- Le Moya
- Le Bandem (Toumbassala, Bolam, Bonamangolo, Ndokitti, Ndokdiba, Binjen, Ndem)

Le Nkam est divisé en 4 arrondissements (Yabassi, Yingui, Nkondjock et Nord-Makombè).
En prenant comme repère le fleuve Nkam au niveau du village Toumbassala, On peut diviser les Bandem en 3 groupes :
- Ceux de la Rive-droite qu'on retrouve principalement dans l'arrondissement de Yabassi (milieu du Nkam). Il s'agit principalement des clans Bolam, Bi et Bonamangolo. Ils partagent le territoire avec les ethnies Yabassi (Autochtones des Cantons Badjob-Ndokpenda, Yabassi centre ou Bassi, Dibeng-Ndokbélé et Nyamtan et Yingui-centre par des villages Nyamtan et Ndokbanol.
- Ceux de la Rive-gauche (dans l'arrondissement de Nkondjock et Nord-Makombè, voisin des départements du Haut-Nkam et du Ndé dans l'Ouest-Cameroun). Parmi, les clans Bandem citons les Ndokitti, les Ndokdiba et les Bidjen. Le Bandem des Bidjen a, paraît-il subit une influence certaine de la langue Bagangté de l'Ouest Cameroun. Outre les Bandem on retrouve les ethnies, Bakaka, Mbang et Dibom sur la Rive-gauche.
- Les Ndem, de l'arrondissement de Yingui voisin du département de la Sanaga-Maritime. Dans le même arrondissement on retrouve aussi l'ethnie Yabassi dans le canton [Yingui-centre] à travers les villages des tribus Nyamtan et Ndokbanol , et l'ethnie Banen qui est la deuxième plus importante population du Nkam après les Bandem.

## Organisation territoriale
Le département est découpé en 4 arrondissements et/ou communes :
| Communes     | Superficie | Population (2005) |
| ------------ | ---------- | ----------------- |
| Nkondjock    | 2 000      | 17 428            |
| Nord-Makombé | 534        | 3 999             |
| Yabassi      | 3 080      | 12 999            |
| Yingui       | 677        | 2 304             |

## Ville de Yabassi
C'est le chef-lieu du département (dans l'arrondissement de Yabassi) qui a connu son heure de gloire à l'époque du protectorat allemand. L'administration locale allemande voulait faire de Yabassi un port principal (commercial et militaire) parce qu'il était moins exposé à l'extérieur que celui de Douala. De grands commerces allemands tels la Junholdt et la Woermann Line s’y sont installés à l’époque.
Parmi les endroits qui méritent d'y être vus, citons
- Le lycée de Yabassi, l'un des plus grands d'Afrique Noire avec son internat d'une capacité de 2000 élèves.
- La prison de production de Yabassi construite à l'image des châteaux forts d'Allemagne.
- La résidence du préfet, utilisé par les administrateurs allemands et français, puis aujourd'hui par le préfet.
- Le pont sur le Nkam inauguré le 11 novembre 1978 par le président d'alors M. Ahmadou Ahidjo qui relie le quartier Ndokbélé au reste de la ville.

## Ville de Nkondjock
C’est le poumon économique du Nkam à cause de son agréable climat et surtout de l’ancienne Société de Développement agro-industrielle du Nkam (SODENKAM). En effet, le gouvernement d’alors avait créé à Nkondjock, la SODENKAM une vaste compagnie agricole censée être la locomotive du département (encadrement des planteurs et écoulement des produits des villageois). Autour de cette société, des infrastructures (écoles, dispensaires, villages pionniers) ont été créés et cela a attiré beaucoup de gens de l’extérieur à venir s’y installer.
Avec, la crise économique des années 1990, le gouvernement a dû se désengager de cette société fortement subventionnée ce qui a été rude pour la ville et le département. Aujourd’hui, l'arrondissement compte environ la moitié des 50 000 habitants du Nkam.

## Économie et société

### Infrastructures et activités
Le Nkam, grand département du point de vue superficie est pourtant mal loti en infrastructures et demeure très enclavé. Si on peut parler d'économie, on devrait souligner son caractère purement primaire. L'activité économique est dominée par l'exploitation forestière (autour de Yabassi). Beaucoup de routes départementales ont été aménagées par et pour les compagnies forestières.
La région est éminemment giboyeuse et beaucoup de personnes vivent de la chasse. Une grande partie des plaintes au tribunal concernent la chasse et le braconnage.
Il existe des terres riches dans la vallée du Nkam et dans les régions de Nkondjock et de Ndog Po. Comme culture d'exportation, citons le café et le cacao cultivé à Nkondjock (SODENKAM), l'hévéa et les palmeraies. Mais, l'agriculture est essentiellement de subsistance : patates douces, manioc, macabo, ignames, plantains, maïs).
La pêche est très artisanale et intéresse surtout les étrangers (Maliens, Sénégalais). Pendant les crues, l'activité est réduite car les pêcheurs craignent de se noyer. Le fleuve Nkam est très poissonneux et possède une carrière de sable inépuisable. L'élevage concerne surtout les caprins, porcins et ovins.
Malgré sa fermeture, la SODENKAM a apporté un dynamisme toujours existant à la région de Nkondjock,.
Le Nkam s'est illustré par le passé, non seulement comme un des premiers ports du Cameroun, mais aussi comme une grande région de construction de pirogues. Lorsqu'ils n'étaient pas vendus, ces navires étaient destinés aux compétitions nautiques dont la plus célèbre est la course des pirogues. Le Nkam est champion du Ngondo.

### Exode
Les ressortissants du Nkam sont dix fois plus nombreux à l'extérieur qu'à l'intérieur de leur département. Le Nkam a perdu beaucoup de ses valeureux fils pour des raisons économiques. Beaucoup sont allés dans le Moungo voisin travailler dans les grandes plantations agricoles et fruitières destinées à l'exportation ou à la consommation des grandes villes voisines. Citons la Société Camerounaise de Banane devenue aujourd’hui le groupe SBM-PHP-SPNP, l’un des plus grands exportateurs agricoles du pays. 
Les jeunes Nkamois se sont aussi exilés pour fuir les travaux forcés (1926 -1945) de construction des lignes de chemin de fer Douala-Yaoundé et Douala- Nkongsamba - ou encore les routes Yabassi-Loum et Yabassi-Yingui. À l’époque la majeure partie du travail se faisait à la main. Beaucoup de gens sont morts de ce dur labeur. D’où l’expression en Bandem " Djomassi bèlè " utilisée pour désigner un travail difficile. Ils se sont aussi déplacés pour fuir la construction, toujours manuelle du barrage hydro-électrique sur la Sanaga à l’époque de l’ÉNELCAM, l’ancêtre de la Société Nationale d’Électricité (SONEL) devenue elle-même depuis peu AES-SONEL après sa mise en concession. En effet pour les grands chantiers, l'État-actionnaire faisait à la main d'œuvre des populations riveraines.
On ne saurait oublier dans cette liste, l'enclavement et le manque des infrastructures.

### Foyers de peuplement
Aujourd’hui, on retrouve de denses foyers de peuplement Bandem et Nkamois à :
- Penja-Loum (département du Moungo) à cause des grandes plantations agricoles florissantes.
- Édéa (département de la Sanaga-Maritime) à cause du travail engendré par de grosses industries telles le groupe des Aluminiums du Cameroun (ALUCAM) et la défunte Cellulose du Cameroun (CELLUCAM)
- Douala, la capitale économique du pays (département du Wouri) : quartier Yabassi et Deïdo. Le quartier-Yabassi dans la métropole camerounaise compte à lui seul environ 80 000 Nkamois, donc environ 2 fois la population du Nkam.

## Culture

### Personnalités culturelles
- Solo Muna, né en 1965 à Yabassi.

### Arts plastiques
Le maître d'Arts Plastiques Gédéon Mpando a à son actif tous les prestigieux monuments de Yaoundé. Entre autres, le monument de la réunification, la statue du chef Charles Atangana, le monument de la CNPS dédié à toutes les mères.